# Campionati francesi di sci alpino 2011
I Campionati francesi di sci alpino 2011 si sono svolti a Mont-Dore e Tignes dal 21 al 28 marzo. Il programma ha incluso gare di discesa libera, supergigante, slalom gigante, slalom speciale e supercombinata, tutte sia maschili sia femminili.
Trattandosi di competizioni valide anche ai fini del punteggio FIS, vi hanno partecipato anche sciatori di altre federazioni, senza che questo consentisse loro di concorrere al titolo nazionale francese.

## Risultati

### Uomini

#### Discesa libera
| Pos. | Atleta             | Nazione | Tempo   |
| ---- | ------------------ | ------- | ------- |
| 1    | Johan Clarey       | Francia | 1:17,46 |
| 2    | Adrien Théaux      | Francia | 1:17,47 |
| 3    | Maxence Muzaton    | Francia | 1:17,79 |
| 4    | Yannick Bertrand   | Francia | 1:17,97 |
| 5    | Fabien Rigole      | Francia | 1:18,36 |
| 6    | Alexandre Bouillot | Francia | 1:18,40 |
| 7    | Guillermo Fayed    | Francia | 1:18,43 |
| 8    | Sylvain Gelloz     | Francia | 1:18,89 |
| 9    | Brice Roger        | Francia | 1:18,99 |
| 10   | Ferrán Terra       | Spagna  | 1:19,06 |

Data: 23 marzo

Località: Tignes

#### Supergigante
| Pos. | Atleta                | Nazione | Tempo   |
| ---- | --------------------- | ------- | ------- |
| 1    | Adrien Théaux         | Francia | 1:24,57 |
| 2    | Yannick Bertrand      | Francia | 1:25,07 |
| 3    | Alexandre Bouillot    | Francia | 1:25,17 |
| 4    | Johan Clarey          | Francia | 1:25,22 |
| 5    | Thomas Frey           | Francia | 1:25,43 |
| 6    | Gauthier de Tessières | Francia | 1:25,75 |
| 7    | Victor Muffat Jeandet | Francia | 1:25,79 |
| 8    | Ferrán Terra          | Spagna  | 1:26,05 |
| 9    | Fabien Rigole         | Francia | 1:26,58 |
| 10   | Norman Blanc          | Francia | 1:26,63 |

Data: 24 marzo

Località: Tignes

#### Slalom gigante
| Pos. | Atleta                   | Nazione | Tempo   |
| ---- | ------------------------ | ------- | ------- |
| 1    | Gauthier de Tessières    | Francia | 1:53,90 |
| 2    | Cyprien Richard          | Francia | 1:54,34 |
| 3    | Alexis Pinturault        | Francia | 1:54,88 |
| 4    | Thomas Fanara            | Francia | 1:54,90 |
| 5    | Victor Muffat Jeandet    | Francia | 1:55,39 |
| 6    | Thomas Mermillod Blondin | Francia | 1:55,70 |
| 7    | Mathieu Faivre           | Francia | 1:55,87 |
| 8    | Norman Blanc             | Francia | 1:55,94 |
| 9    | Thomas Frey              | Francia | 1:56,05 |
| 10   | Nicolas Lambert          | Francia | 1:56,41 |

Data: 26 marzo

Località: Mont-Dore

#### Slalom speciale
| Pos. | Atleta                   | Nazione | Tempo   |
| ---- | ------------------------ | ------- | ------- |
| 1    | Alexis Pinturault        | Francia | 1:26,08 |
| 2    | Thomas Mermillod Blondin | Francia | 1:26,74 |
| 3    | Victor Muffat Jeandet    | Francia | 1:27,05 |
| 4    | François Place           | Francia | 1:27,12 |
| 5    | Norman Blanc             | Francia | 1:27,81 |
| 6    | Cyprien Richard          | Francia | 1:28,30 |
| 7    | Thomas Fanara            | Francia | 1:28,45 |
| 8    | Fabien Rigole            | Francia | 1:28,92 |
| 9    | Robin Buffet             | Francia | 1:29,88 |
| 10   | Mathias Rolland          | Francia | 1:30,13 |

Data: 27 marzo

Località: Mont-Dore

#### Supercombinata
| Pos. | Atleta                | Nazione | Tempo   |
| ---- | --------------------- | ------- | ------- |
| 1    | Mathieu Faivre        | Francia | 1:57,65 |
| 2    | Alexis Pinturault     | Francia | 1:57,90 |
| 3    | Adrien Théaux         | Francia | 1:58,09 |
| 4    | Victor Muffat Jeandet | Francia | 1:58,57 |
| 5    | Maxence Muzaton       | Francia | 1:58,81 |
| 6    | Brice Roger           | Francia | 1:59,11 |
| 7    | Sylvain Gelloz        | Francia | 1:59,12 |
| 7    | Maxime Tissot         | Francia | 1:59,12 |
| 9    | Fabien Rigole         | Francia | 1:59,18 |
| 10   | Antoine Marical       | Francia | 1:59,44 |

Data: 22 marzo

Località: Tignes

### Donne

#### Discesa libera
| Pos. | Atleta                   | Nazione | Tempo   |
| ---- | ------------------------ | ------- | ------- |
| 1    | Marion Rolland           | Francia | 1:20,35 |
| 2    | Ingrid Jacquemod         | Francia | 1:20,44 |
| 3    | Margot Bailet            | Francia | 1:20,98 |
| 4    | Aurélie Revillet         | Francia | 1:21,00 |
| 5    | Marie Marchand-Arvier    | Francia | 1:21,32 |
| 6    | Adeline Baud             | Francia | 1:22,09 |
| 7    | Anaïs Urbain             | Francia | 1:22,16 |
| 8    | Marion Pellissier        | Francia | 1:22,17 |
| 9    | Marielle Berger Sabbatel | Francia | 1:22,35 |
| 10   | Jennifer Piot            | Francia | 1:22,37 |

Data: 23 marzo

Località: Tignes

#### Supergigante
| Pos. | Atleta                | Nazione | Tempo   |
| ---- | --------------------- | ------- | ------- |
| 1    | Marie Marchand-Arvier | Francia | 1:28,10 |
| 2    | Ingrid Jacquemod      | Francia | 1:28,12 |
| 3    | Margot Bailet         | Francia | 1:28,45 |
| 4    | Jennifer Piot         | Francia | 1:28,89 |
| 5    | Marion Rolland        | Francia | 1:29,19 |
| 6    | Aurélie Revillet      | Francia | 1:29,38 |
| 7    | Estelle Alphand       | Francia | 1:29,39 |
| 8    | Marion Hudry          | Francia | 1:29,78 |
| 9    | Marine Gauthier       | Francia | 1:29,95 |
| 10   | Romane Miradoli       | Francia | 1:30,09 |

Data: 24 marzo

Località: Tignes

#### Slalom gigante
| Pos. | Atleta                | Nazione | Tempo   |
| ---- | --------------------- | ------- | ------- |
| 1    | Tessa Worley          | Francia | 1:34,40 |
| 2    | Marion Bertrand       | Francia | 1:34,71 |
| 3    | Anne-Sophie Barthet   | Francia | 1:35,23 |
| 4    | Adeline Baud          | Francia | 1:35,91 |
| 5    | Taïna Barioz          | Francia | 1:35,92 |
| 6    | Marion Pellissier     | Francia | 1:36,52 |
| 7    | Coralie Frasse Sombet | Francia | 1:36,55 |
| 8    | Estelle Alphand       | Francia | 1:36,63 |
| 9    | Romane Miradoli       | Francia | 1:36,89 |
| 10   | Marion Hudry          | Francia | 1:37,12 |

Data: 28 marzo

Località: Mont-Dore

#### Slalom speciale
| Pos. | Atleta              | Nazione | Tempo   |
| ---- | ------------------- | ------- | ------- |
| 1    | Sandrine Aubert     | Francia | 1:30,33 |
| 2    | Laurie Mougel       | Francia | 1:31,63 |
| 3    | Taïna Barioz        | Francia | 1:32,11 |
| 4    | Marion Bertrand     | Francia | 1:32,26 |
| 5    | Estelle Alphand     | Francia | 1:32,33 |
| 6    | Tamara Vidoni       | Francia | 1:32,47 |
| 7    | Tessa Worley        | Francia | 1:32,68 |
| 8    | Margot Bailet       | Francia | 1:33,13 |
| 9    | Adeline Baud        | Francia | 1:33,20 |
| 10   | Anne-Sophie Barthet | Francia | 1:33,38 |

Data: 27 marzo

Località: Mont-Dore

#### Supercombinata
| Pos. | Atleta              | Nazione | Tempo   |
| ---- | ------------------- | ------- | ------- |
| 1    | Anne-Sophie Barthet | Francia | 1:59,88 |
| 2    | Ingrid Jacquemod    | Francia | 2:00,90 |
| 3    | Margot Bailet       | Francia | 2:00,93 |
| 4    | Marion Pellissier   | Francia | 2:01,89 |
| 5    | Adeline Baud        | Francia | 2:02,03 |
| 6    | Mireia Gutiérrez    | Andorra | 2:02,58 |
| 7    | Romane Miradoli     | Francia | 2:02,66 |
| 8    | Lucie Diaz          | Francia | 2:02,72 |
| 9    | Tamara Vidoni       | Francia | 2:03,04 |
| 10   | Marion Hudry        | Francia | 2:03,21 |

Data: 25 marzo

Località: Tignes